# Pomme de terre à chair colorée

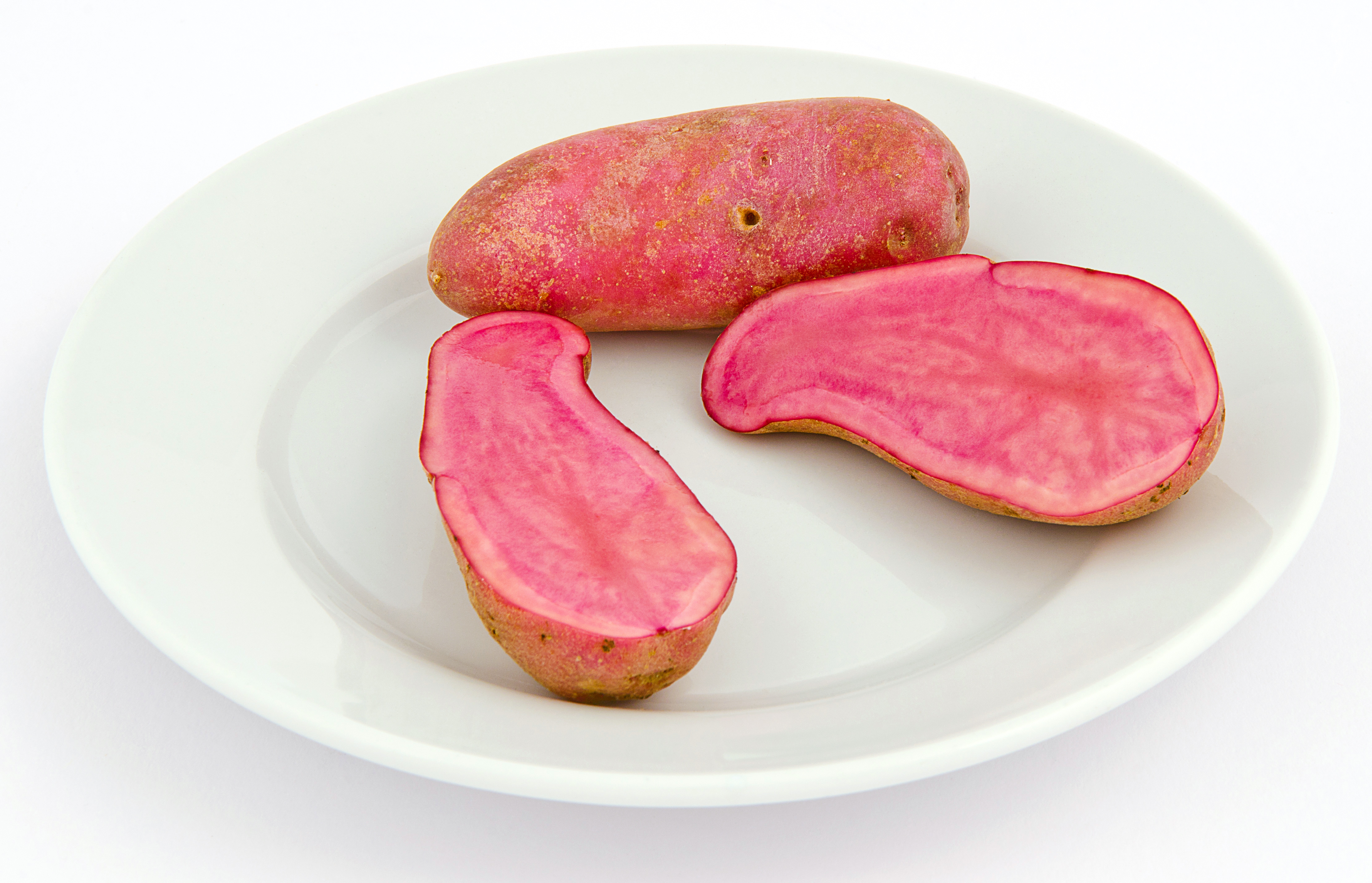
Pommes de terre à chair rose 'Rote Emmalie'.

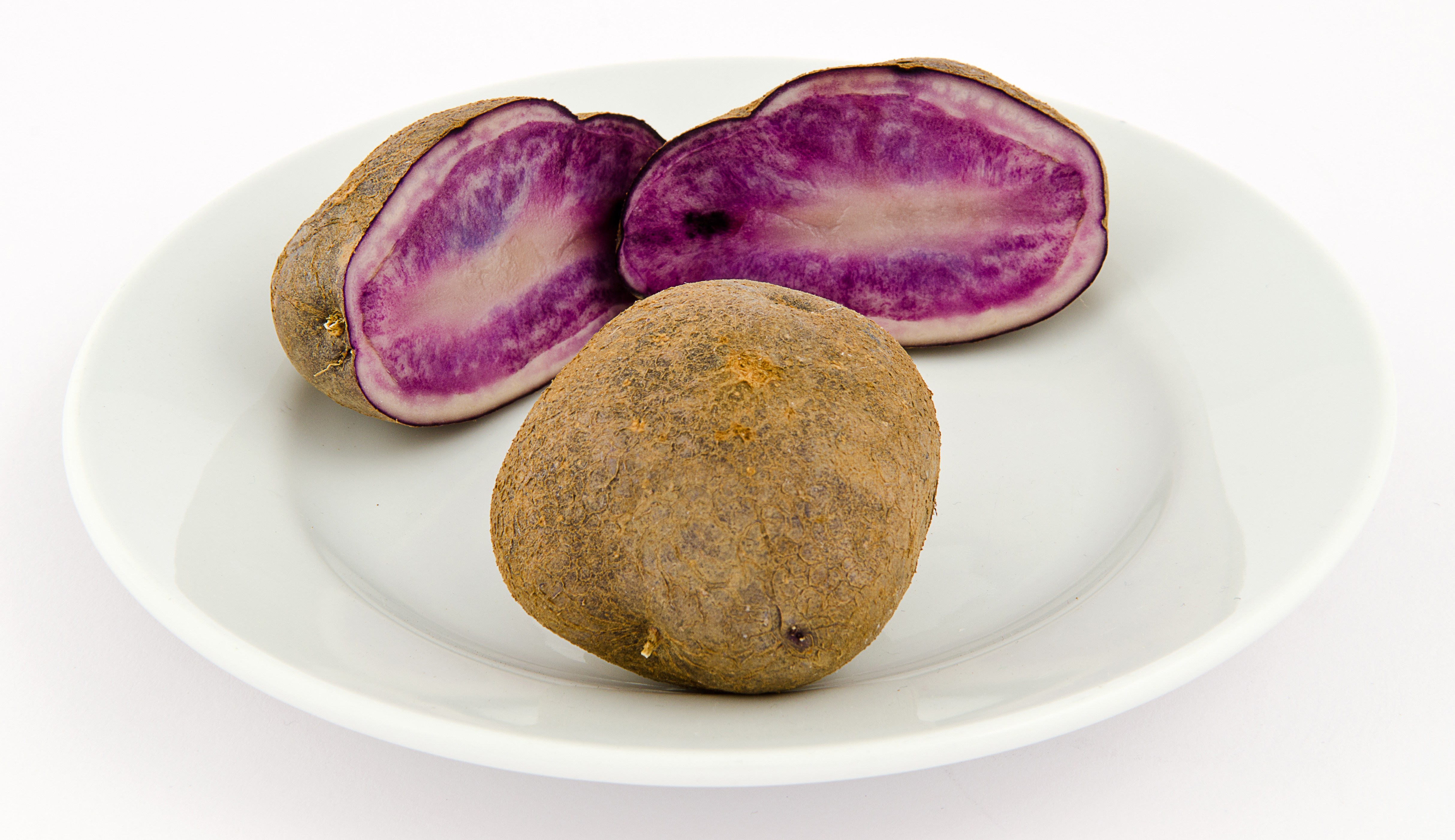
Pommes de terre à chair violette 'Salad Blue'.

Les pommes de terre à chair colorée sont des variétés de pommes de terre dont la chair présente une coloration allant du rouge clair au pourpre-violet foncé. Cette coloration, totale ou partielle, provient de l'accumulation d'anthocyanines dans les tubercules. Ces pommes de terre présentent aussi une peau colorée, mais beaucoup de variétés à peau colorée en rose ou en rouge ont une chair blanche ou jaune, comme la très grande majorité des pommes de terre cultivées. La couleur jaune, plus ou moins marquée, est due à la présence de caroténoïdes. Les variétés à chair colorée sont fréquentes parmi les pommes de terre indigènes des Andes, mais relativement rares parmi les variétés modernes. Elles sont peu cultivées car leur rendement est le plus souvent inférieur à celui des variétés améliorées et sont recherchées surtout par certains amateurs à titre de curiosité.
En France, la plus connue est la 'Vitelotte', ou 'Négresse', variété traditionnelle à chair violette et à peau sombre, aux yeux relativement enfoncés.

## Variétés

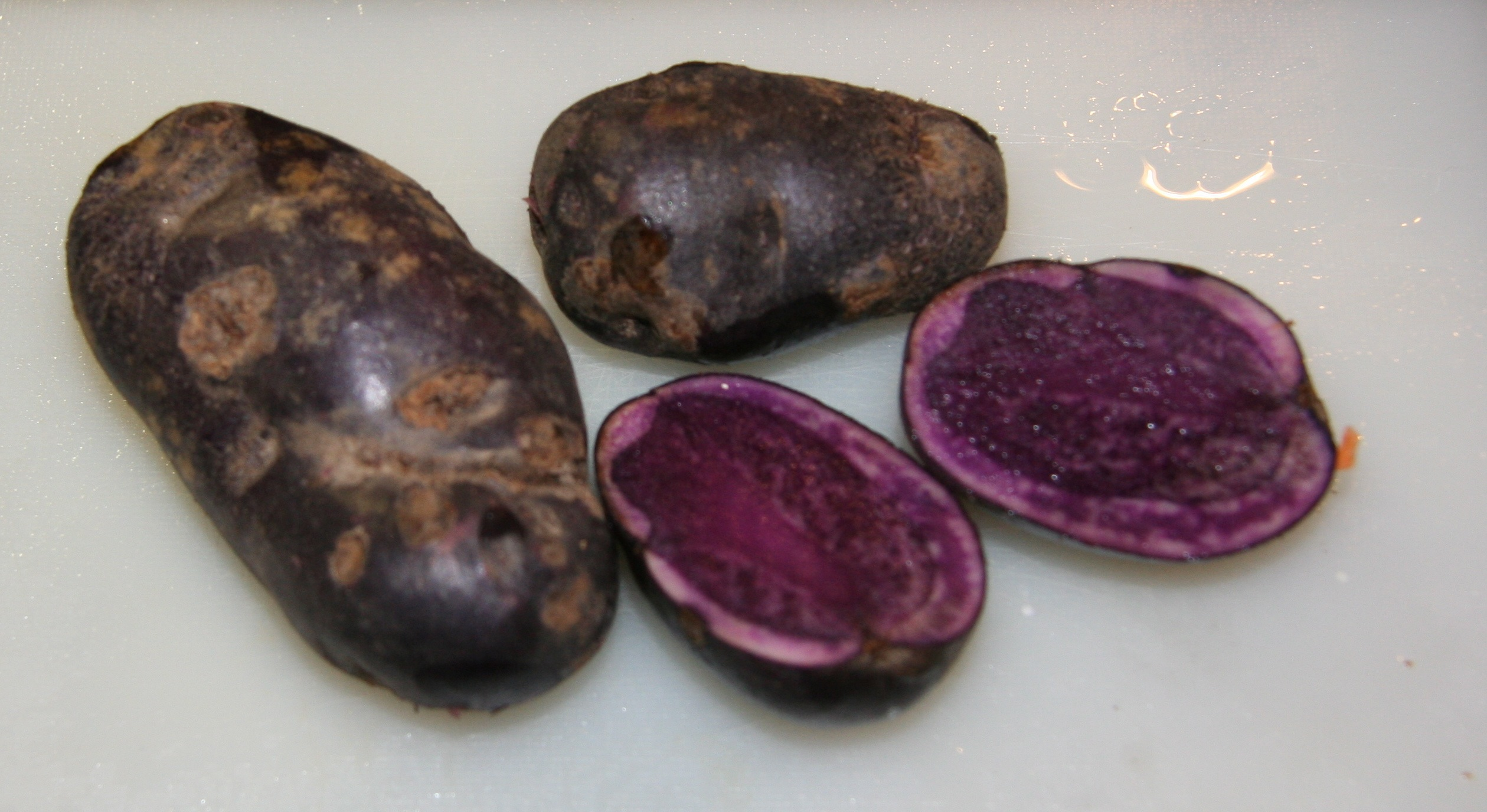
'Blue Congo'.

Il existe de nombreuses variétés de pommes de terre à chair colorée tant en Europe qu'en Amérique du Nord. Cependant, il règne beaucoup de confusion sur les noms de variétés traditionnelles de pommes de terre à chair bleue ou violette. Beaucoup de ces variétés seraient en réalité des synonymes qu'il est difficile de départager.
Ainsi, un auteur de l'université de Melbourne propose, sur la base de caractères morphologiques (couleurs respectives de la chair et de la peau des tubercules) de les regrouper en deux groupes :
- le premier autour de la variété 'Congo' comprendrait 'British Columbia Blue', 'MacIntosh Black', 'Nova Scotia Blue', 'River John Blue' et 'Sharon’s Blue'. Il s'appuie notamment sur une étude de la banque de gènes de pommes de terre du Canada qui a déterminé que les variétés 'British Colombia Blue', 'McIntosh Black', 'River John Blue' et 'Sharon's Blue' sont génétiquement identiques à 'Congo ISSN 1496-497X', clone de la variété 'Congo'[2].
- le deuxième groupe rassemblerait notamment 'Vitelotte', 'Purple Congo' et 'Himalayan Black'.
- les variétés à peau violette et à chair blanche, telles 'White Congo' et 'Purple Chief', constitueraient un troisième groupe.

La variété 'Congo' semble également présenter un problème d'homonymie, c'est-à-dire que le même nom désigne en fait plusieurs variétés différentes. Il est possible que 'Congo' désigne en particulier d'une part une variété britannique à fleurs blanches qui aurait été créée au Royaume-Uni en 1919 et d'autre part une variété suédoise à fleurs bleu pâle.
Plus récemment, de nouvelles variétés ont été créées en vue d'améliorer les qualités agronomiques et culinaires des variétés traditionnelles tout en conservent la chair colorée. C'est le cas par exemple des variétés 'Adirondack Blue' et 'Adirondack Red' créées aux États-Unis respectivement en 2003 et 2004 au collège d'Agriculture et des Sciences de la vie de l'État de New York (en) de l'université Cornell ou de la variété 'Sapphire' créée au San Luis Valley Research Center (Colorado) à partir de 'All Blue'.

### Liste non exhaustive

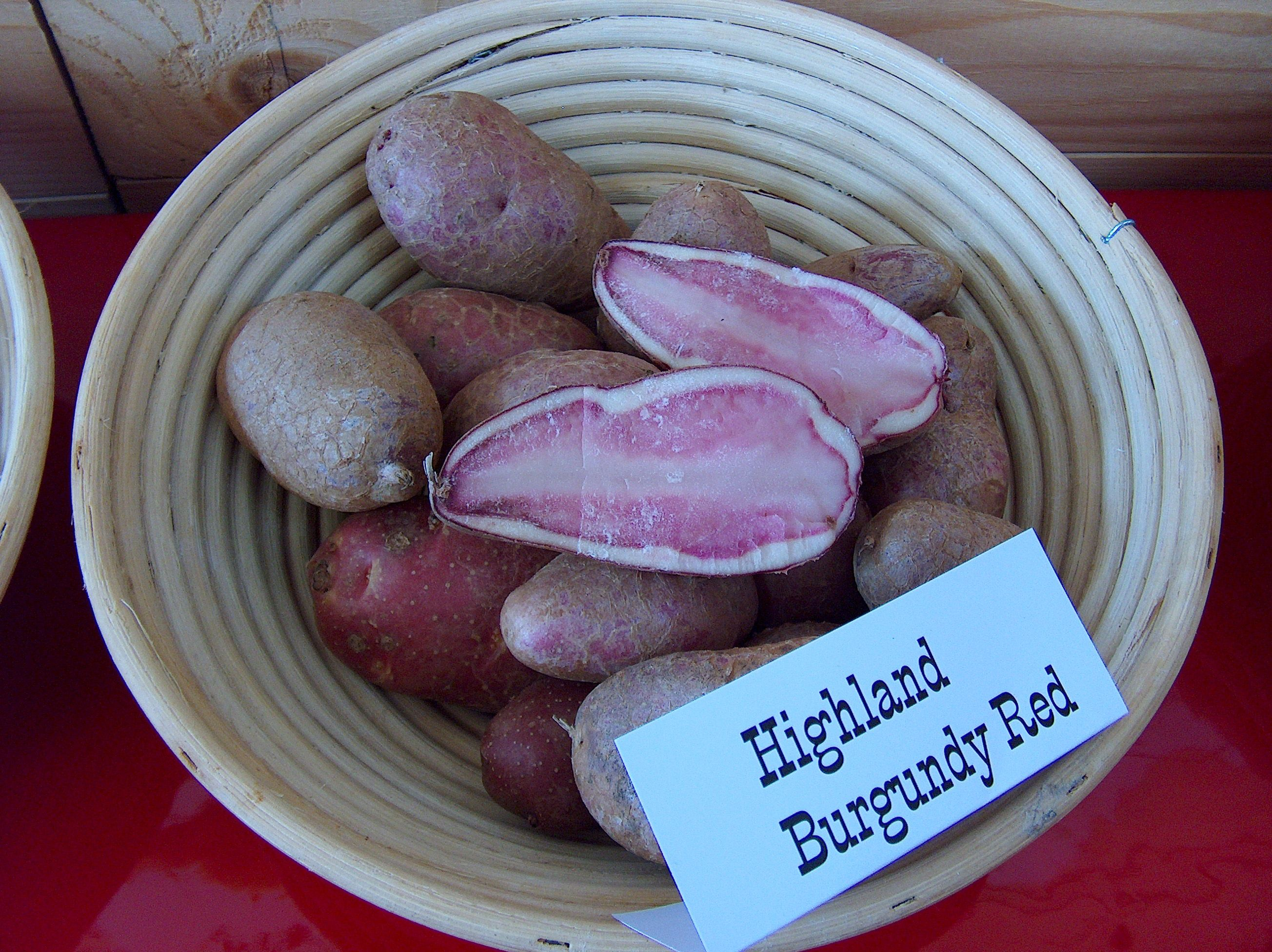
'Highland Burgundy Red'.

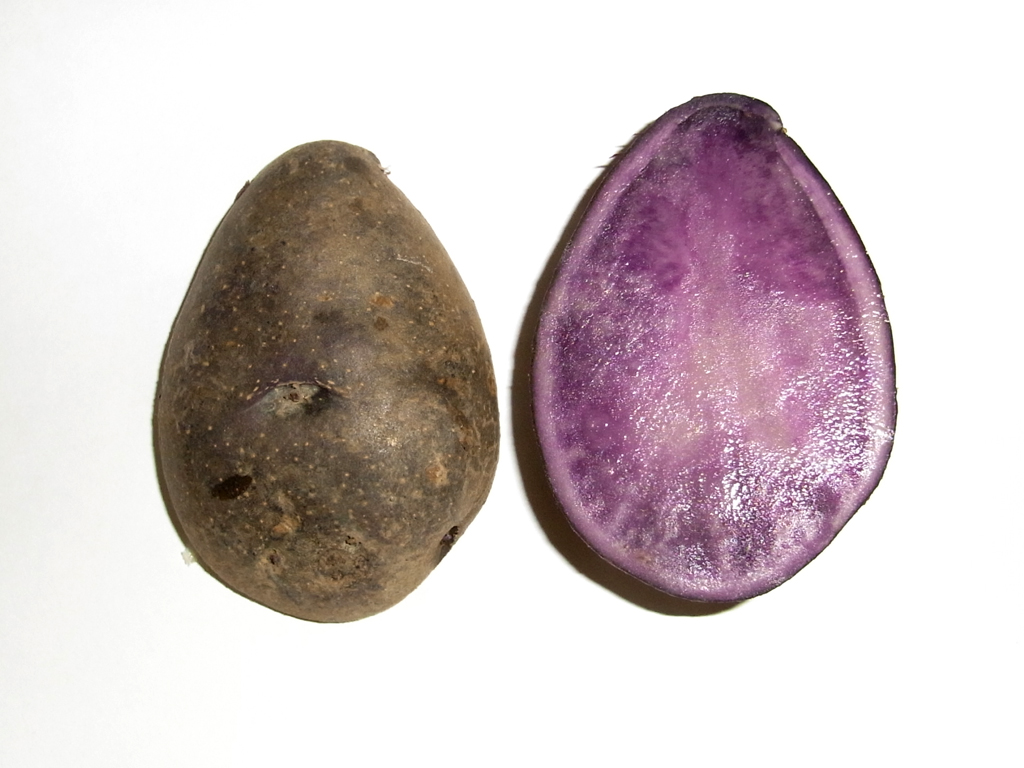
'Shadow Queen'.

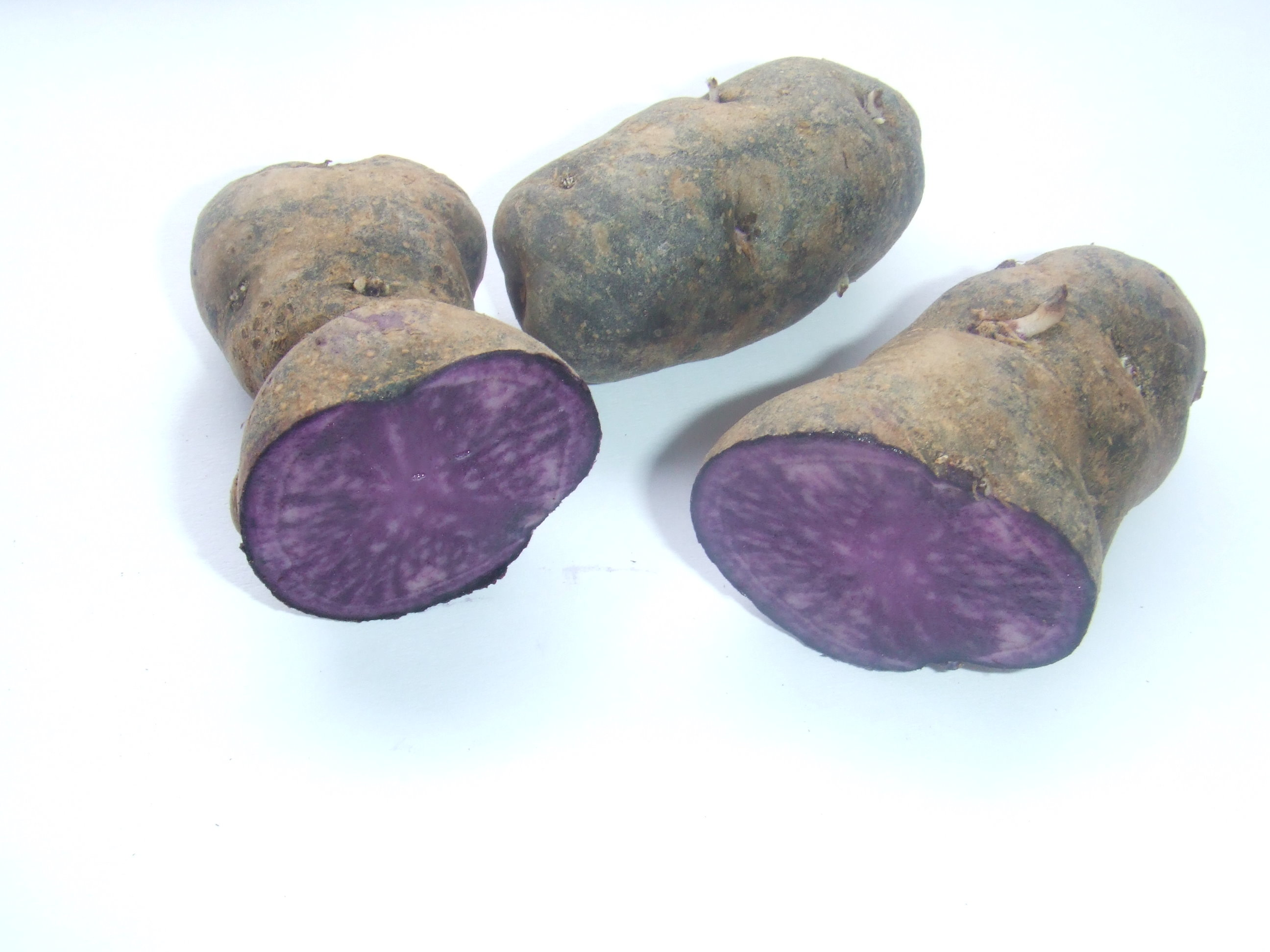
'Vitelotte'.

Variétés à chair bleue ou violette, :
- 'Adirondack Blue' (États-Unis 2003)[6]
- 'All Blue'[7]
- 'Blaue Hindelbank'
- 'Blaue Ludiano'
- 'Blaue St. Galler'
- 'Blaue Schweden'
- 'Blaue Suti PSR'
- 'Blaue Zimmerli'
- 'Bleue d'Artois'
- 'Bleue de la Manche'
- 'Blue Marker'
- 'Blue Tomcat'
- 'British Columbia Blue'
- 'Congo'
- 'Farberkartoffel'
- 'Fenton'
- 'Kefermarkt Blau'
- 'Kitamusaraki' (Japon)
- 'Linzer Blaue Nedomlel'
- 'Mesabi Purple'
- 'Peru Purple'
- 'Purple'
- 'Purple Congo' (variété australienne)[1]
- 'Purple Fiesta'
- 'Purple Majesty'[8]
- 'Purple Peruvian'[7]
- 'Russian Blue'[7]
- 'Salad Blue'
- 'Sapphire'
- 'Shetland Blue Original'
- 'True Blue'
- 'Urenika' (variété maorie)
- 'Viola'
- 'Violett'
- 'Violette Lanfermann'
- 'Violet Queen' (hybride 'VG3CAE 5' femelle et 'Charmante' male, 2002, Pays-Bas HZPC Research & Development Centre - Metslawier[9])
- 'Violetta' ex 'Blue Elise' ( Ellenberg 2004, très riche en anthocyanes, presque noire)
- 'Violine de Borée' (introduction du XVIe siècle, variété traditionnelle de Borée en Ardèche, dont on fait un dessert : la crème de Violine de Borée[10] )

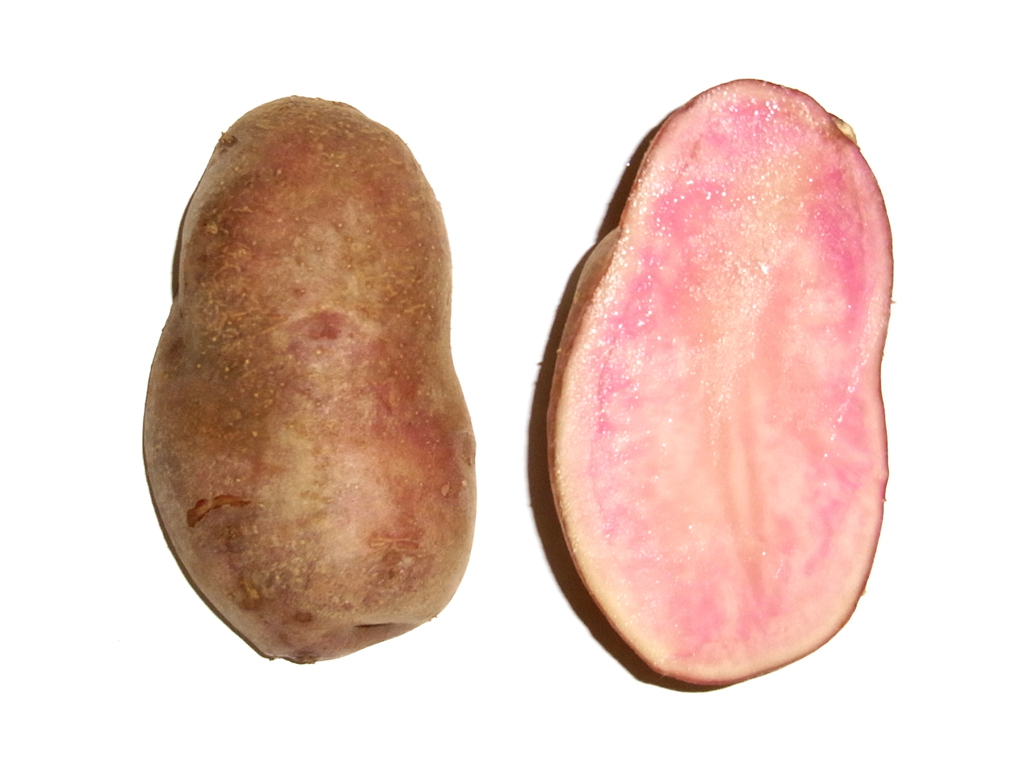
'Northern Ruby'.

- 'Vitelotte'
- 'Yunnan Zhuanxinwu' (Chine)

Variétés à chair rouge ou rose
- 'Adirondack Red' (États-Unis 2003)[11]
- 'Arran Chief'
- 'Cranberry Red'[7]
- 'Highland Burgundy Red'
- 'Northern Ruby' (Hokkaido)
- 'Rote Emmalie' ou 'Rote Emma' (Allemagne 2004)[12]
- 'Rote Kipfler'
- 'Salad Red'
- 'Shetland Rot Unfoermig'

## Intérêt nutritionnel et culinaire

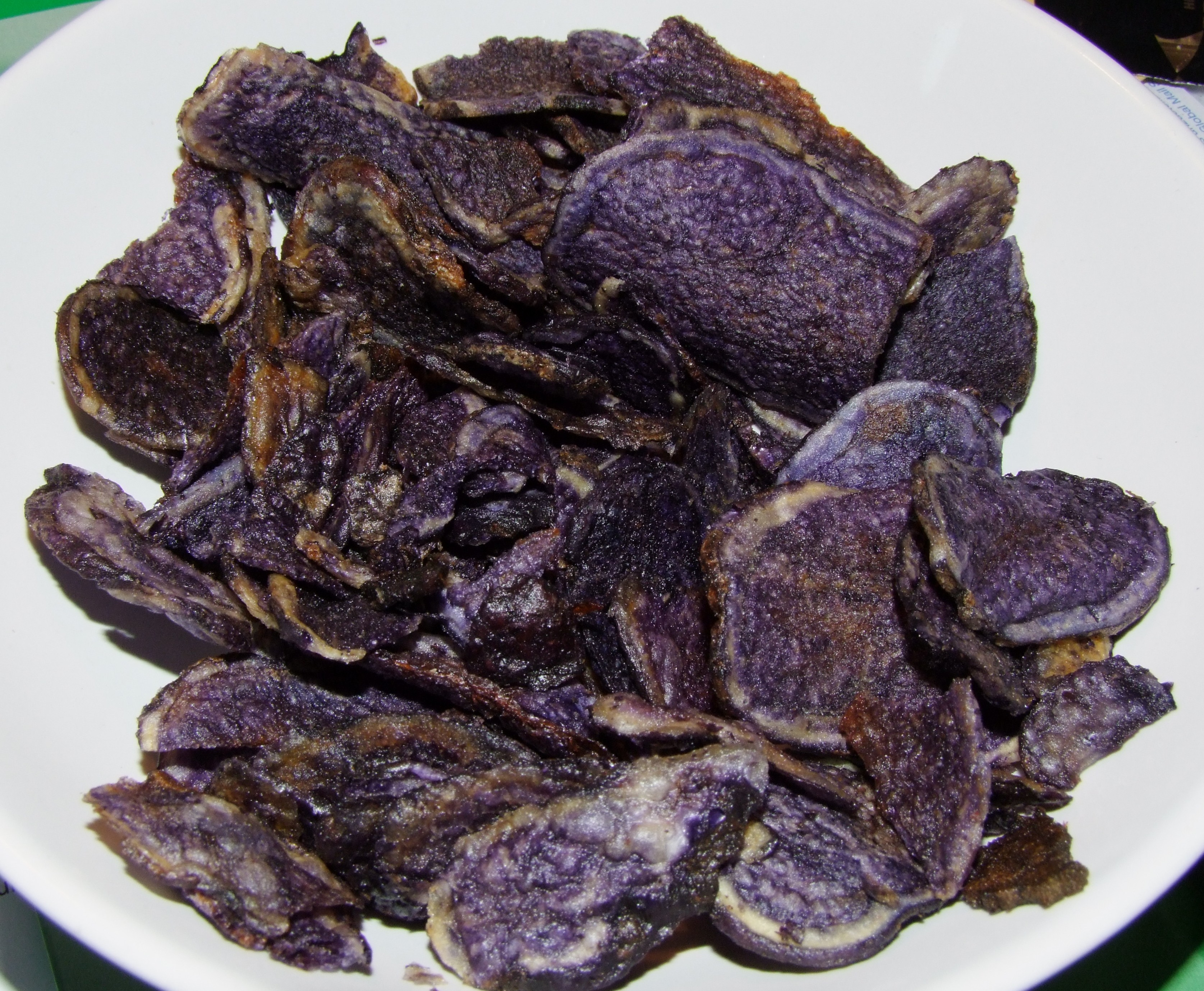
Chips de vitelotte.

Les pigments responsables des couleurs rouge, bleue ou violette chez la pomme de terre sont des anthocyanines. La teneur de la chair des pommes de terre colorées en anthocyanines a été évaluée entre 2 et 40 mg /100 g de matière sèche. On constate une prédominance de glycosides acylatés de la pélargonidine chez les variétés à chair rouge, mais aussi de pétunidine, péonidine, malvidine et delphinidine chez les variétés à chair violette. La couleur de la chair varie selon la présence et l'importance des groupes méthyl et hydroxyl de ces molécules.
La couleur des pommes de terre résiste bien à la cuisson à sec (au four ou au microondes) mais a tendance à être lessivée en cas de cuisson à l'eau car les anthocyanines sont solubles dans l'eau. La meilleure méthode pour préserver les qualités nutritionnelles de ces pommes de terre serait leur transformation en granulés ou flocons par déshydratation.    
Ces substances confèrent aux pommes de terre pigmentées une activité antioxydante nettement supérieure à celles des pommes de terre blanches ou jaune, comparable à celle des choux de Bruxelles ou des épinards. Cette activité antioxydante est également due à la présence d'acides phénoliques, dont l'acide chlorogénique, l'acide caféique, l'acide protocatéchique, l'acide paracoumarique.
Une étude menée en 2011 à l'université de Scranton (Pennsylvanie) a montré que la consommation de pommes de terre pigmentées pouvait entraîner une réduction de la pression artérielle. Cet effet serait dû à la teneur élevée de ces tubercules (à l'instar du café) en composés phénoliques et notamment en acide chlorogénique.